# Mamadou Diallo (Fußballspieler, 1971)
Mamadou Diallo Sebane (* 28. August 1971 in Dakar) ist ein ehemaliger senegalesischer Fußballspieler.

## Karriere
Diallo spielte weltweit in den unterschiedlichsten Profiligen. Er spielte in Marokko für den Kawkab Marrakesch, in der Schweiz für den FC St. Gallen, in der Türkei für Zeytinburnuspor, in Norwegen für den Lillestrøm SK und den Vålerenga Oslo, in Deutschland in der Bundesliga für den MSV Duisburg, in den USA für Tampa Bay Mutiny, New England Revolution und die New York Red Bulls, in Saudi-Arabien für al-Ahli, in Schweden für den IFK Göteborg, in Malaysia für den Pahang FA und in Mali für den Djoliba AC. Zudem spielte er für die Nationalmannschaft seines Landes.